# Götzner Haus
Das Götzner Haus ist eine Schutzhütte der Naturfreunde auf nach eigenen Angaben 1140 m Höhe im Bregenzerwaldgebirge am Rand der Hohen Kugel.

## Zustieg
- Götzis 2 Stunden
- Hohenems 2 Stunden
- Fraxern 2 Stunden

## Nachbarhütten
- Emser Hütte

## Touren
- Hohe Kugel 1½ Stunden

## Klettersteige
- Via Kapf D/E[2][3]
- Via Kessi D/E[4][5][6]

Die Klettersteige werden auch gerne kombiniert, indem der Via Kessi als Abstieg und der Via Kapf als Aufstieg genützt wird.